# Centro de Investigación del Autismo de Cambridge
El Centro de Investigación del Autismo (en inglés: Autism Research Centre; ARC) es un instituto de investigación que forma parte del Departamento de Psiquiatría del Desarrollo de la Universidad de Cambridge, Reino Unido.
Las investigaciones del instituto tienen como fin entender las causas biomédicas de los trastornos del espectro autista, y desarrollar nuevas metodologías de valoración e intervención. El director del ARC es Simon Baron-Cohen, catedrático de Psicopatología del Desarrollo en Cambridge.

## Programas de investigación
El ARC se centra en siete campos o de investigación —o programas— principales:
- Percepción y cognición,
- Cribado y diagnóstico,
- Intervención,
- Hormonas,
- Genética y proteómica,
- Neurociencia, y
- Sinestesia.

## Fondo de Investigación del Autismo
El ARC cuenta con una organización benéfica, el Fondo de Investigación del Autismo (ART por sus siglas en inglés), que le apoya y al mismo tiempo promueve las causas generales de la investigación científica del autismo. Esta organización está relacionada con algunos personajes del mundo de las ciencias, como Lucy Hawking, hija de Stephen Hawking.